# The Guess Who Live At The Paramount
The Guess Who Live At The Paramount är det tolfte albumet av den kanadensiska gruppen The Guess Who utgivet 1972. Albumet, som har en tydlig pop/rock- och balladkaraktär, är det tionde med sångaren Burton Cummings.

## Låtlista
LP Versionen

Sida 1.
1. Albert Flasher - 2:31 (Burton Cummings / Kurt Winter)
2. New Mother Nature - 4:18 (Burton Cummings)
3. Glace Bay Blues - 2:51 (Don McDougall / Bryan MacLean / Dougie MacLean)
4. Runnin’Back To Saskatoon - 6:16 (Burton Cummings / Kurt Winter)
5. Pain Train - 6:10 (Burton Cummings / Kurt Winter)

Sida 2.
1. American Woman - 16:52 (Randy Bachman / Burton Cummings / Jim Kale / Gary Peterson)
2. Truckin’Off Across The Sky - 7:03 (Burton Cummings / Kurt Winter / Jim Kale / Gary Peterson / Don McDougall)

CD Versionen.
1. Pain Train - 6:10 (Burton Cummings / Kurt Winter)
2. Albert Flasher - 2:31 (Burton Cummings / Kurt Winter)
3. New Mother Nature - 4:18 (Burton Cummings)
4. Runnin’Back To Saskatoon - 6:16 (Burton Cummings / Kurt Winter)
5. Rain Dance - 2:53 (Burton Cummings / Kurt Winter)
6. These Eyes - 4:29 (Randy Bachman / Burton Cummings)
7. Glace Bay Blues - 2:51 (Don McDougall / Bryan MacLean / Dougie MacLean)
8. Sour Suite - 3:58 (Burton Cummings)
9. Hand Me Down World - 3:53 (Kurt Winter)
10. American Woman - 16:52 (Randy Bachman / Burton Cummings / Jim Kale / Gary Peterson)
11. Truckin’Off Across The Sky - 7:21 (Burton Cummings / Kurt Winter / Jim Kale / Gary Peterson / Don McDougall)
12. Share The Land - 4:46 (Burton Cummings)
13. No Time - 6:06 (Randy Bachman / Burton Cummings)

Spår 5, 6, 8, 9, 12, 13 Är Bonusspår Från Konserten Och Endast Utgiven På CD Versionen Av Albumet.

## Medverkande
- Burton Cummings - Sång, Piano, Flöjt, Munspel
- Kurt Winter - Elektrisk Gitarr, Akustisk Gitarr, Bakgrundssång
- Don McDougall - Elektrisk Gitarr, Akustisk Gitarr, Bakgrundssång
- Jim Kale - Basgitarr, Bakgrundssång
- Gary Peterson - Trummor, Percussion, sång

- Producent Jack Richardson För Nimbus 9 Productions / RCA Records LSP 4779
- CD Utgåva Från 2000. Skivnummer RCA Records / BUDDHA Records BMG Distribution 74465 99753 2 (7 44659-97532 5)